# Bratina (priimek)
Bratina je priimek v Sloveniji, ki ga je po podatkih Statističnega urada Republike Slovenije na dan 1. januarja 2010 uporabljalo 721 oseb in je med vsemi priimki po pogostosti uporabe uvrščen na 313. mesto.

## Znani nosilci priimka
- Aleš Bratina, industrijski oblikovalec, tunolovec
- Beti Bratina, sopranistka
- Bob Bratina (*1944), kanadski politik srbsko-hrvaškega rodu
- Bogomil Trampuž Bratina (1908—1974), pisatelj in pesnik v Ekvadorju
- Bojan Bratina (*1950), ravnatelj, publicist in kulturni delavec v Novi Gorici
- Darko Bratina (1942—1997), sociolog, filmski kritik in politik
- Dušan Bratina (1914—2012), župnik v Ajdovščini (1940—67) in v Šempetru pri Gorici do 1988
- Gvido Bratina (*1960), fizik, univ. profesor
- Franjo Bratina (1886—1977), izumitelj
- Ivan Bratina (*1948), profesor in politik
- Janko Bratina (1882—1920), literarni zgodovinar
- Karin Marc Bratina, jezikoslovka, sociolingvistka
- Ljubo Bratina, grafični oblikovalec
- Lojze Bratina (*1942), duhovnik, jezuit, publicist in pesnik
- Marij Bratina (1912—1982), filolog, arhivar, prof.
- Milko Bratina (*1939), arhitekt in urbanist
- Mirjam Bratina Pahor, prosvetno-kulturna delavka v Trstu
- Nataša Bratina, dr. gradb.?
- Nives Bratina Furlan, lutkarica
- Patricija Bratina (*1967), arheologinja, konservatorka
- Pavel Bratina (*1942), duhovnik, prevajalec in publicist
- Sebastjan Bratina (*1974), gradbenik
- Stanislav Bratina (*1926—), profesor (šolnik) in politik
- Tomaž Bratina, hokejist
- Tomaž Bratina, pedagog, prof. UM
- Valo Bratina (1887—1954), gledališki igralec
- Vasja Bratina (*1963), novinar in prevajalec
- Virgil Bratina (1906—?), narodno-kulturni delavec
- Vojko Bratina (*1969), astrofizik, raziskovalec, evropski funkcionar, diplomat
- Vojmir Bratina (1916—1997), slovensko-kanadski fizik, metalurg in publicist